# BMW F30

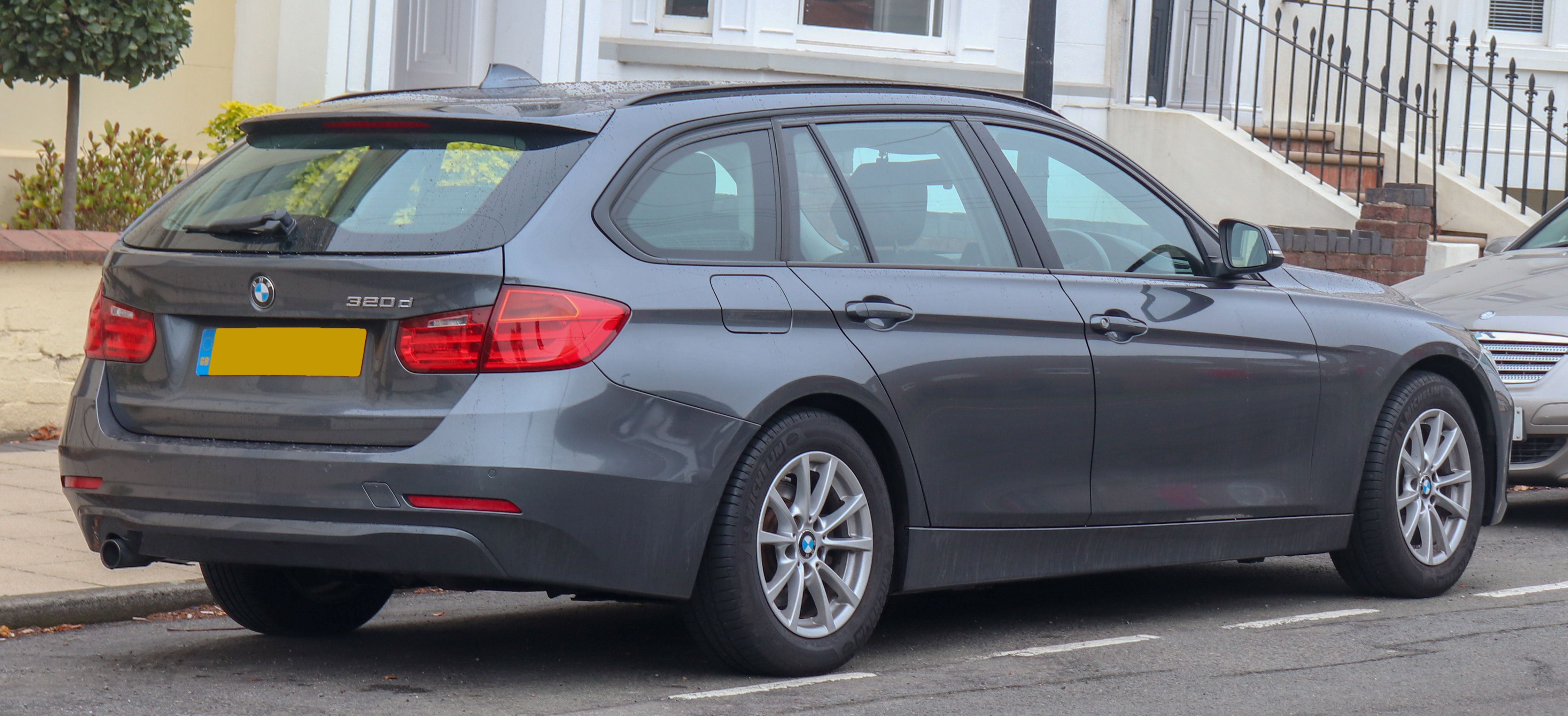
BMW F31 touring

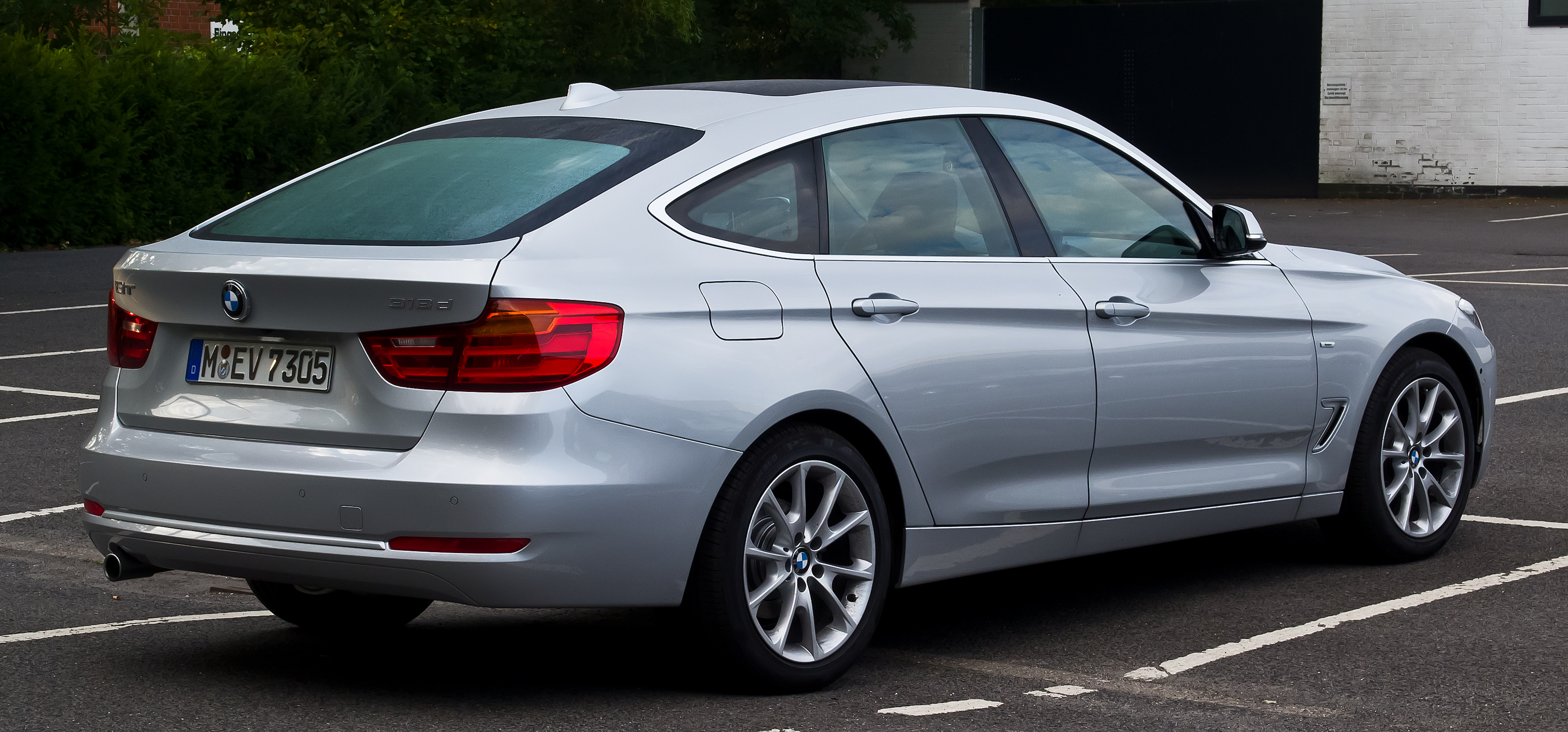
BMW F34 GT

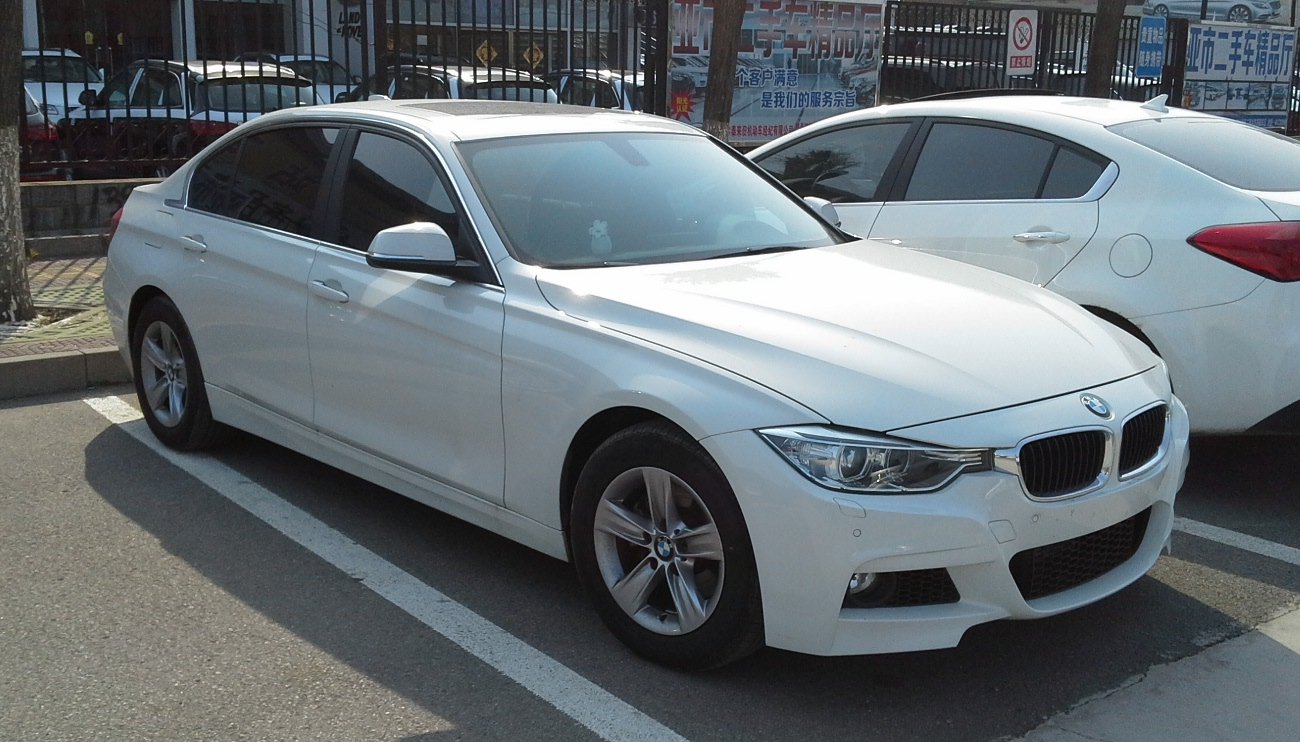
BMW F35 L

De F30 3-serie is een compacte luxewagen, geproduceerd door de Duitse autofabrikant BMW. Het is de zesde versie van de BMW 3-serie. Dit model heeft de E90 3-serie vervangen in 2012. De wereldpremière van de F30 gebeurde op 14 oktober 2011 via Facebook. De verkoop en levering zijn gestart op 11 februari 2012.
In 2015 zijn de sedan- en stationwagenversie gefacelift. De GT-versie, die in 2013 op de markt kwam, kreeg een facelift in 2016. De wagen is inmiddels opgevolgd door de BMW G20, die eind 2018 werd aangekondigd en sinds 2019 leverbaar is.  De Gran Turismo kreeg geen opvolger.

## Uitvoeringen

### Sedan (F30, 2012-2019)
De sedanversie werd als eerste onthuld en wel op de Autosalon van Genève van 2012. In het voorjaar van 2012 werden de 316d, 318d en 320i aan het gamma toegevoegd. In het najaar van 2012 kwamen daar de 320i EfficientDynamics Edition en 316i bij.

### Touring (F31, 2012-2019)
De stationwagenversie, aangeduid als Touring, werd onthuld op de 21e Auto Mobil International Leipzig in 2012. De eerste modellen omvatten de 328i, 320d en 330d. In de herfst van 2012 werden daar de 320i, 325d en 318d aan toegevoegd.

### Gran Turismo (F34, 2013-2020)
De Gran Turismo is een grotere versie van de 3-serie sedan met de styling van de BMW 5-serie Gran Turismo. Hij is even lang als de 3-serie Touring maar heeft een 110 mm langere wielbasis. Hij is ook 81 mm hoger. De Gran Turismo werd onthuld op de Autosalon van Genève van 2013. Hij was bij zijn introductie leverbaar als 320i, 328i, 335i, 318d, 320d. Nu ook 325d, 330d en een 335d. De auto is standaard uitgerust met een handgeschakelde versnellingsbak met zes versnellingen. Optioneel is een achttraps automaat.

### Versie met lange wielbasis (F35)
Speciaal voor de Chinese markt ontwikkelde BMW een versie met lange wielbasis op basis van de 3-serie sedan. De auto werd onthuld op de Auto China in Beijing, 2012. De wielbasis is 11 centimeter langer dan de normale sedan. Hierdoor ontstaat 9 centimeter meer beenruimte achterin. De auto wordt geproduceerd in BMW's fabriek in Shenyang.
De auto is leverbaar als 320Li, 328Li en 335Li.

### ActiveHybrid 3 (2012-2015)
Deze versie van de 335i sedan is uitgerust met een 54 pk sterke elektromotor en lithium-ion accu’s die gemonteerd zijn onder de laadruimte. Optioneel zijn 18-inch “Streamline” velgen, exclusief voor de ActiveHybrid. De auto kan volledig elektrisch 4 km ver rijden met een topsnelheid van 75 km/h.
De ActiveHybrid werd onthuld op de North American International Auto Show in Detroit, 2012.

### Alpina B3 Bi-Turbo (2013-)
De door Alpina geproduceerde B3 Bi-Turbo is gebaseerd op de 335i en is er in zowel sedan- als stationvariant. De 6-in-lijn is door Alpina uitgerust met twee turbo’s en produceert 410 pk (302 kW) en 600 Nm (@3000 rpm). De motor is gekoppeld aan een automatische sporttransmissie met Switch Tronic, geproduceerd door ZF. De auto is verder uitgerust met elektronisch instelbare schokdempers van Alpina, 20-inch Alpina Classic velgen met daaromheen Michelin Pilot Super Sport banden, roestvrijstalen uitlaatsysteem dat ontwikkeld is in samenwerking met Akrapovic, een systeem om het geluid van de uitlaten te beïnvloeden, grotere remschijven (370 mm voor, 345 mm achter), blauwe remklauwen met Alpina-inscriptie, voorspoiler, achterspoiler (alleen op sedanversie), elektronisch verstelbare en verwarmde sportstoelen, automatische klimaatcontrole, xenon koplampen, logo’s in de hoofdsteunen, nieuw instrumentarium en een lederen stuurwiel.
De B3 Bi-Turbo werd onthuld op de Autosalon van Genève in 2013.

## Motoren 2012-2015
|                                             | 316i                         | 320i                         | 320i EDE                     | 328i                              | 335i                              | ActiveHybrid 3                    | M3                                | 316d                        | 318d                         | 320d                         | 320d EDE                     | 325d                         | 330d                         | 335d xDrive                  |
| Productie                                   | 2012-2015                    | 2012-2015                    | 2012-2015                    | 2011-2015                         | 2011-2015                         | 2012-2015                         | 2014-2015                         | 2012-2015                   | 2012-2015                    | 2011-2015                    | 2011-2015                    | 2013-2015                    | 2012-2015                    | 2013-2015                    |
| Motoreigenschappen                          |                              |                              |                              |                                   |                                   |                                   |                                   |                             |                              |                              |                              |                              |                              |                              |
| Motortype                                   | 4-cilinder in-lijn benzine   | 4-cilinder in-lijn benzine   | 4-cilinder in-lijn benzine   | 4-cilinder in-lijn benzine        | 6-cilinder in-lijn benzine        | 6-cilinder in-lijn benzine + accu | 6-cilinder in-lijn benzine        | 4-cilinder in-lijn diesel   | 4-cilinder in-lijn diesel    | 4-cilinder in-lijn diesel    | 4-cilinder in-lijn diesel    | 4-cilinder in-lijn diesel    | 6-cilinder in-lijn diesel    | 6-cilinder in-lijn diesel    |
| Brandstofinjectie                           | Directe brandstofinjectie    | Directe brandstofinjectie    | Directe brandstofinjectie    | Directe brandstofinjectie         | Directe brandstofinjectie         | Directe brandstofinjectie         | Directe brandstofinjectie         | Common-rail injectie        | Common-rail injectie         | Common-rail injectie         | Common-rail injectie         | Common-rail injectie         | Common-rail injectie         | Common-rail injectie         |
| Turbo                                       | ja                           | ja                           | ja                           | ja                                | ja                                | ja                                | ja, 2                             | ja                          | ja                           | ja                           | ja                           | ja                           | ja                           | ja                           |
| Cilinderinhoud                              | 1598 cm³                     | 1998 cm³                     | 1598 cm³                     | 1998 cm³                          | 2998 cm³                          | 2998 cm³                          | 2998 cm³                          | 1995 cm³                    | 1995 cm³                     | 1995 cm³                     | 1995 cm³                     | 1995 cm³                     | 2993 cm³                     | 2993 cm³                     |
| Vermogen                                    | 100 kW (136 pk) bij 4350/min | 135 kW (184 pk) bij 5000/min | 125 kW (170 pk) bij 4800/min | 180 kW (245 pk) bij 5000-6500/min | 225 kW (306 pk) bij 5800-6000/min | 225 kW (306 pk) bij 5800-6000/min | 317 kW (431 pk) bij 5500-7300/min | 85 kW (116 pk) bij 4000/min | 105 kW (143 pk) bij 4000/min | 135 kW (184 pk) bij 4000/min | 120 kW (163 pk) bij 4000/min | 160 kW (216 pk) bij 4400/min | 190 kW (258 pk) bij 4000/min | 230 kW (313 pk) bij 4400/min |
| Koppel                                      | 220 Nm bij 1350/min          | 270 Nm bij 1250-4500/min     | 250 Nm bij 1500/min          | 350 Nm bij 1250-4800/min          | 400 Nm bij 1250-4800/min          | 400 Nm bij 1250-4800/min          | 550 Nm bij 1850-5500/min          | 260 Nm bij 1750-2500/min    | 320 Nm bij 1750-2500/min     | 380 Nm bij 1750-2750/min     | 380 Nm bij 1750-2750/min     | 450 Nm bij 1500-2500/min     | 560 Nm bij 2000-2750/min     | 630 Nm bij 1500-2500/min     |
| Krachtoverbrenging                          |                              |                              |                              |                                   |                                   |                                   |                                   |                             |                              |                              |                              |                              |                              |                              |
| Aandrijving                                 | Achterwielaandrijving        | Achterwielaandrijving        | Achterwielaandrijving        | Achterwielaandrijving             | Achterwielaandrijving             | Achterwielaandrijving             | Achterwielaandrijving             | Achterwielaandrijving       | Achterwielaandrijving        | Achterwielaandrijving        | Achterwielaandrijving        | Achterwielaandrijving        | Achterwielaandrijving        | vierwielaandrijving          |
| xDrive leverbaar                            |                              | ja                           |                              | ja                                | ja                                |                                   |                                   |                             | ja                           | ja                           |                              |                              | ja                           |                              |
| Transmissie                                 | handgeschakelde 6-bak        | handgeschakelde 6-bak        | handgeschakelde 6-bak        | handgeschakelde 6-bak             | handgeschakelde 6-bak             | 8-traps automaat                  | handgeschakelde 6-bak             | handgeschakelde 6-bak       | handgeschakelde 6-bak        | handgeschakelde 6-bak        | handgeschakelde 6-bak        | handgeschakelde 6-bak        | 8-traps automaat             | 8-traps automaat             |
| Optionele transmissie                       | (8-traps automaat)           | (8-traps automaat)           | (8-traps automaat)           | (8-traps automaat)                | (8-traps automaat)                |                                   | (7-traps automaat)                | (8-traps automaat)          | (8-traps automaat)           | (8-traps automaat)           | (8-traps automaat)           | (8-traps automaat)           |                              |                              |
| Meetwaarden                                 |                              |                              |                              |                                   |                                   |                                   |                                   |                             |                              |                              |                              |                              |                              |                              |
| Acceleratie, 0-100 km/h                     | 8,9 s (9,2)                  | 7,3 s (7,3)                  | 7,6 s                        | 5,9 s (6,1)                       | 5,5 s (5,5)                       | (5,3)                             | 4,3 s (4,1)                       | 10,9 s (11,2)               | 9,0 s (9,2)                  | 7,5 s (7,6)                  | 8,0 s (7,9)                  | 6,8 s (6,9)                  | 5,6 s                        | 4,8 s                        |
| Topsnelheid                                 | 210 km/h                     | 235 km/h                     | 230 km/h                     | 250 km/h                          | 250 km/h                          | 250 km/h                          | 250 km/h                          | 202 km/h                    | 212 km/h                     | 235 km/h                     | 235 km/h                     | 245 km/h                     | 250 km/h                     | 250 km/h                     |
| Brandstofverbruik per 100 km (gecombineerd) | 5,9 l (5,9)                  | 6,3 l (6,0)                  | 5,3 l                        | 6,8 l (6,5)                       | 6,4 l (6,3)                       | 7,9 l (7,2)                       | (5,9) l                           | 8,8 l (8,3)                 | 4,5 l (4,4)                  | 4,5 l (4,5)                  | 4,1 l (4,1)                  | 4,9 l (4,8)                  | (4,9) l                      | (5,4) l                      |
| CO2-emissie per km                          | 137 g/km                     | 147 g/km (141)               | 124 g/km                     | 159 g/km (152)                    | 149 g/km (147)                    | 186 g/km (169)                    | (139) g/km                        | 204 g/km (194)              | 118 g/km (117)               | 120 g/km (118)               | 109 g/km (109)               | 129 g/km (127)               | (129) g/km                   | (143) g/km                   |
| EU-emissienorm                              | Euro 5                       | Euro 5                       | Euro 5                       | Euro 5                            | Euro 5                            | Euro 5                            | Euro 5                            | Euro 5                      | Euro 5                       | Euro 5                       | Euro 5                       | Euro 5                       | Euro 5                       | Euro 5                       |

## Motoren 2015-2019
|                                             | 318i                         | 320i                         | 330e                              | 330i                         | 340i                         | M3                                | 316d                        | 318d                         | 320d                         | 320EDE                       | 325d                         | 330d                         | 335d xDrive                  |
| Productie                                   | 2015-heden                   | 2015-heden                   | 2015-heden                        | 2015-heden                   | 2015-heden                   | 2015-heden                        | 2015-heden                  | 2015-heden                   | 2015-heden                   | 2015-heden                   | 2015-heden                   | 2015-heden                   | 2015-heden                   |
| Motoreigenschappen                          |                              |                              |                                   |                              |                              |                                   |                             |                              |                              |                              |                              |                              |                              |
| Motortype                                   | 3-cilinder in-lijn benzine   | 4-cilinder in-lijn benzine   | 4-cilinder in-lijn benzine + accu | 4-cilinder in-lijn benzine   | 6-cilinder in-lijn benzine   | 6-cilinder in-lijn benzine        | 4-cilinder in-lijn diesel   | 4-cilinder in-lijn diesel    | 4-cilinder in-lijn diesel    | 4-cilinder in-lijn diesel    | 4-cilinder in-lijn diesel    | 6-cilinder in-lijn diesel    | 6-cilinder in-lijn diesel    |
| Brandstofinjectie                           | Directe brandstofinjectie    | Directe brandstofinjectie    | Directe brandstofinjectie         | Directe brandstofinjectie    | Directe brandstofinjectie    | Directe brandstofinjectie         | Common-rail injectie        | Common-rail injectie         | Common-rail injectie         | Common-rail injectie         | Common-rail injectie         | Common-rail injectie         | Common-rail injectie         |
| Turbo                                       | ja                           | ja                           | ja                                | ja                           | ja                           | ja, 2                             | ja                          | ja                           | ja                           | ja                           | ja                           | ja                           | ja                           |
| Cilinderinhoud                              | 1499 cm³                     | 1998 cm³                     | 1998 cm³                          | 1998 cm³                     | 2998 cm³                     | 2998 cm³                          | 1995 cm³                    | 1995 cm³                     | 1995 cm³                     | 1995 cm³                     | 1995 cm³                     | 2993 cm³                     | 2993 cm³                     |
| Vermogen                                    | 100 kW (136 pk) bij 4400/min | 135 kW (184 pk) bij 5000/min | 185 kW (252 pk) bij 5000-6500/min | 185 kW (252 pk) bij 5200/min | 240 kW (326 pk) bij 5500/min | 317 kW (431 pk) bij 5500-7300/min | 85 kW (116 pk) bij 4000/min | 110 kW (150 pk) bij 4000/min | 140 kW (190 pk) bij 4000/min | 120 kW (163 pk) bij 4000/min | 165 kW (224 pk) bij 4400/min | 190 kW (258 pk) bij 4000/min | 230 kW (313 pk) bij 4400/min |
| Koppel                                      | 220 Nm bij 1250-4000/min     | 290 Nm bij 1350-4250/min     | 290 Nm bij 1350-4250/min          | 350 Nm bij 1450-4800/min     | 450 Nm bij 1380-5000/min     | 550 Nm bij 1850-5500/min          | 270 Nm bij 1250-2750/min    | 320 Nm bij 1750-2500/min     | 400 Nm bij 1750-2500/min     | 400 Nm bij 1750-2250/min     | 450 Nm bij 1500-3000/min     | 560 Nm bij 1500-3000/min     | 630 Nm bij 1500-2500/min     |
| Krachtoverbrenging                          |                              |                              |                                   |                              |                              |                                   |                             |                              |                              |                              |                              |                              |                              |
| Aandrijving                                 | Achterwielaandrijving        | Achterwielaandrijving        | Achterwielaandrijving             | Achterwielaandrijving        | Achterwielaandrijving        | Achterwielaandrijving             | Achterwielaandrijving       | Achterwielaandrijving        | Achterwielaandrijving        | Achterwielaandrijving        | Achterwielaandrijving        | Achterwielaandrijving        | vierwielaandrijving          |
| xDrive leverbaar                            |                              | ja                           |                                   | ja                           | ja                           |                                   |                             | ja                           | ja                           |                              |                              | ja                           |                              |
| Transmissie                                 | handgeschakelde 6-bak        | handgeschakelde 6-bak        | 8-traps automaat                  | handgeschakelde 6-bak        | handgeschakelde 6-bak        | handgeschakelde 6-bak             | handgeschakelde 6-bak       | handgeschakelde 6-bak        | handgeschakelde 6-bak        | handgeschakelde 6-bak        | handgeschakelde 6-bak        | 8-traps automaat             | 8-traps automaat             |
| Optionele transmissie                       | (8-traps automaat)           | (8-traps automaat)           | (8-traps automaat)                | (8-traps automaat)           | (8-traps automaat)           | (7-traps automaat)                | (8-traps automaat)          | (8-traps automaat)           | (8-traps automaat)           | (8-traps automaat)           | (8-traps automaat)           |                              |                              |
| Meetwaarden                                 |                              |                              |                                   |                              |                              |                                   |                             |                              |                              |                              |                              |                              |                              |
| Acceleratie, 0-100 km/h                     | 8,9 s (9,1)                  | 7,2 s (7,3)                  | (6,1) s                           | 5,9 s (5,8)                  | 5,2 s (5,1)                  | 4,3 s (4,1)                       | 10,7 s (10,6)               | 8,6 s (8,4)                  | 7,3 s (7,2)                  | 7,9 s (7,8)                  | 6,5 s (6,1)                  | (5,6) s                      | (4,8) s                      |
| Topsnelheid                                 | 210 km/h                     | 235 km/h                     | 225 km/h                          | 250 km/h                     | 250 km/h                     | 250 km/h                          | 204 km/h                    | 215 km/h                     | 235 km/h                     | 230 km/h                     | 245 km/h                     | 250 km/h                     | 250 km/h                     |
| Brandstofverbruik per 100 km (gecombineerd) | 5,1 l (5,0)                  | 5,9 l (5,3)                  | 1,9 l                             | 6,1 l (5,5)                  | 7,4 l (6,5)                  | 8,8 l (8,3)                       | 3,9 l (3,9)                 | 4,0 l (4,0)                  | 4,0 l (4,0)                  | 3,9 l (3,8)                  | 4,6 l (4,4)                  | (4,9) l                      | (5,4) l                      |
| CO2-emissie per km                          | 119 g/km (116)               | 128 g/km (124)               | 44 g/km                           | 143 g/km (129)               | 172 g/km (152)               | 204 g/km (194)                    | 102 g/km (102)              | 106 g/km (106)               | 106 g/km (106)               | 102 g/km (99)                | 121 g/km (116)               | (129) g/km                   | (143) g/km                   |
| EU-emissienorm                              | Euro 6                       | Euro 6                       | Euro 6                            | Euro 6                       | Euro 6                       | Euro 6                            | Euro 6                      | Euro 6                       | Euro 6                       | Euro 6                       | Euro 6                       | Euro 6                       | Euro 6                       |

## Wegauto's tijdlijn, 1952 tot nu
| BMW-modellen van 1952 tot heden | BMW-modellen van 1952 tot heden | BMW-modellen van 1952 tot heden | BMW-modellen van 1952 tot heden | BMW-modellen van 1952 tot heden | BMW-modellen van 1952 tot heden | BMW-modellen van 1952 tot heden | BMW-modellen van 1952 tot heden | BMW-modellen van 1952 tot heden | BMW-modellen van 1952 tot heden | BMW-modellen van 1952 tot heden | BMW-modellen van 1952 tot heden | BMW-modellen van 1952 tot heden | BMW-modellen van 1952 tot heden | BMW-modellen van 1952 tot heden | BMW-modellen van 1952 tot heden | BMW-modellen van 1952 tot heden | BMW-modellen van 1952 tot heden | BMW-modellen van 1952 tot heden | BMW-modellen van 1952 tot heden | BMW-modellen van 1952 tot heden | BMW-modellen van 1952 tot heden | BMW-modellen van 1952 tot heden | BMW-modellen van 1952 tot heden | BMW-modellen van 1952 tot heden | BMW-modellen van 1952 tot heden | BMW-modellen van 1952 tot heden | BMW-modellen van 1952 tot heden | BMW-modellen van 1952 tot heden | BMW-modellen van 1952 tot heden | BMW-modellen van 1952 tot heden | BMW-modellen van 1952 tot heden | BMW-modellen van 1952 tot heden | BMW-modellen van 1952 tot heden | BMW-modellen van 1952 tot heden | BMW-modellen van 1952 tot heden | BMW-modellen van 1952 tot heden | BMW-modellen van 1952 tot heden | BMW-modellen van 1952 tot heden | BMW-modellen van 1952 tot heden | BMW-modellen van 1952 tot heden | BMW-modellen van 1952 tot heden | BMW-modellen van 1952 tot heden | BMW-modellen van 1952 tot heden | BMW-modellen van 1952 tot heden | BMW-modellen van 1952 tot heden | BMW-modellen van 1952 tot heden | BMW-modellen van 1952 tot heden | BMW-modellen van 1952 tot heden | BMW-modellen van 1952 tot heden | BMW-modellen van 1952 tot heden | BMW-modellen van 1952 tot heden | BMW-modellen van 1952 tot heden | BMW-modellen van 1952 tot heden | BMW-modellen van 1952 tot heden | BMW-modellen van 1952 tot heden | BMW-modellen van 1952 tot heden | BMW-modellen van 1952 tot heden | BMW-modellen van 1952 tot heden | BMW-modellen van 1952 tot heden | BMW-modellen van 1952 tot heden | BMW-modellen van 1952 tot heden | BMW-modellen van 1952 tot heden | BMW-modellen van 1952 tot heden | BMW-modellen van 1952 tot heden | BMW-modellen van 1952 tot heden | BMW-modellen van 1952 tot heden | BMW-modellen van 1952 tot heden | BMW-modellen van 1952 tot heden | BMW-modellen van 1952 tot heden | BMW-modellen van 1952 tot heden | BMW-modellen van 1952 tot heden | BMW-modellen van 1952 tot heden | BMW-modellen van 1952 tot heden | BMW-modellen van 1952 tot heden | BMW-modellen van 1952 tot heden | BMW-modellen van 1952 tot heden |
| ------------------------------- | ------------------------------- | ------------------------------- | ------------------------------- | ------------------------------- | ------------------------------- | ------------------------------- | ------------------------------- | ------------------------------- | ------------------------------- | ------------------------------- | ------------------------------- | ------------------------------- | ------------------------------- | ------------------------------- | ------------------------------- | ------------------------------- | ------------------------------- | ------------------------------- | ------------------------------- | ------------------------------- | ------------------------------- | ------------------------------- | ------------------------------- | ------------------------------- | ------------------------------- | ------------------------------- | ------------------------------- | ------------------------------- | ------------------------------- | ------------------------------- | ------------------------------- | ------------------------------- | ------------------------------- | ------------------------------- | ------------------------------- | ------------------------------- | ------------------------------- | ------------------------------- | ------------------------------- | ------------------------------- | ------------------------------- | ------------------------------- | ------------------------------- | ------------------------------- | ------------------------------- | ------------------------------- | ------------------------------- | ------------------------------- | ------------------------------- | ------------------------------- | ------------------------------- | ------------------------------- | ------------------------------- | ------------------------------- | ------------------------------- | ------------------------------- | ------------------------------- | ------------------------------- | ------------------------------- | ------------------------------- | ------------------------------- | ------------------------------- | ------------------------------- | ------------------------------- | ------------------------------- | ------------------------------- | ------------------------------- | ------------------------------- | ------------------------------- | ------------------------------- | ------------------------------- | ------------------------------- | ------------------------------- | ------------------------------- | ------------------------------- | ------------------------------- |
| Type                            | Serie                           | Jaren 50                        | Jaren 50                        | Jaren 50                        | Jaren 50                        | Jaren 50                        | Jaren 50                        | Jaren 50                        | Jaren 50                        | Jaren 60                        | Jaren 60                        | Jaren 60                        | Jaren 60                        | Jaren 60                        | Jaren 60                        | Jaren 60                        | Jaren 60                        | Jaren 60                        | Jaren 60                        | Jaren 70                        | Jaren 70                        | Jaren 70                        | Jaren 70                        | Jaren 70                        | Jaren 70                        | Jaren 70                        | Jaren 70                        | Jaren 70                        | Jaren 70                        | Jaren 80                        | Jaren 80                        | Jaren 80                        | Jaren 80                        | Jaren 80                        | Jaren 80                        | Jaren 80                        | Jaren 80                        | Jaren 80                        | Jaren 80                        | Jaren 90                        | Jaren 90                        | Jaren 90                        | Jaren 90                        | Jaren 90                        | Jaren 90                        | Jaren 90                        | Jaren 90                        | Jaren 90                        | Jaren 90                        | Jaren 00                        | Jaren 00                        | Jaren 00                        | Jaren 00                        | Jaren 00                        | Jaren 00                        | Jaren 00                        | Jaren 00                        | Jaren 00                        | Jaren 00                        | Jaren 10                        | Jaren 10                        | Jaren 10                        | Jaren 10                        | Jaren 10                        | Jaren 10                        | Jaren 10                        | Jaren 10                        | Jaren 10                        | Jaren 10                        | Jaren 20                        | Jaren 20                        | Jaren 20                        | Jaren 20                        | Jaren 20                        |                                 |                                 |
| Type                            | Serie                           | 2                               | 3                               | 4                               | 5                               | 6                               | 7                               | 8                               | 9                               | 0                               | 1                               | 2                               | 3                               | 4                               | 5                               | 6                               | 7                               | 8                               | 9                               | 0                               | 1                               | 2                               | 3                               | 4                               | 5                               | 6                               | 7                               | 8                               | 9                               | 0                               | 1                               | 2                               | 3                               | 4                               | 5                               | 6                               | 7                               | 8                               | 9                               | 0                               | 1                               | 2                               | 3                               | 4                               | 5                               | 6                               | 7                               | 8                               | 9                               | 0                               | 1                               | 2                               | 3                               | 4                               | 5                               | 6                               | 7                               | 8                               | 9                               | 0                               | 1                               | 2                               | 3                               | 4                               | 5                               | 6                               | 7                               | 8                               | 9                               | 0                               | 1                               | 2                               | 3                               | 4                               |                                 |                                 |
| Dwergauto                       | Iso                             |                                 |                                 |                                 | Isetta                          | Isetta                          | Isetta                          | Isetta                          | Isetta                          | Isetta                          | Isetta                          | Isetta                          |                                 |                                 |                                 |                                 |                                 |                                 |                                 |                                 |                                 |                                 |                                 |                                 |                                 |                                 |                                 |                                 |                                 |                                 |                                 |                                 |                                 |                                 |                                 |                                 |                                 |                                 |                                 |                                 |                                 |                                 |                                 |                                 |                                 |                                 |                                 |                                 |                                 |                                 |                                 |                                 |                                 |                                 |                                 |                                 |                                 |                                 |                                 |                                 |                                 |                                 |                                 |                                 |                                 |                                 |                                 |                                 |                                 |                                 |                                 |                                 |                                 |                                 |                                 |                                 |
| Miniklasse                      |                                 |                                 |                                 |                                 |                                 |                                 | 600                             | 600                             | 600                             |                                 |                                 |                                 |                                 |                                 |                                 |                                 |                                 |                                 |                                 |                                 |                                 |                                 |                                 |                                 |                                 |                                 |                                 |                                 |                                 |                                 |                                 |                                 |                                 |                                 |                                 |                                 |                                 |                                 |                                 |                                 |                                 |                                 |                                 |                                 |                                 |                                 |                                 |                                 |                                 |                                 |                                 |                                 |                                 |                                 |                                 |                                 |                                 |                                 |                                 |                                 |                                 |                                 |                                 |                                 |                                 |                                 |                                 |                                 |                                 |                                 |                                 |                                 |                                 |                                 |                                 |                                 |
| Compacte klasse                 |                                 |                                 |                                 |                                 |                                 |                                 |                                 |                                 | 700                             | 700                             | 700                             | 700                             | 700                             | 700                             | 700                             |                                 |                                 |                                 |                                 |                                 |                                 |                                 |                                 |                                 |                                 |                                 |                                 |                                 |                                 |                                 |                                 |                                 |                                 |                                 |                                 |                                 |                                 |                                 |                                 |                                 |                                 |                                 |                                 |                                 |                                 |                                 |                                 |                                 |                                 |                                 |                                 |                                 |                                 |                                 |                                 |                                 |                                 |                                 |                                 |                                 |                                 |                                 | i3 (I01)                        | i3 (I01)                        | i3 (I01)                        | i3 (I01)                        | i3 (I01)                        | i3 (I01)                        | i3 (I01)                        | i3 (I01)                        | i3 (I01)                        | i3 (I01)                        |                                 |                                 |                                 |                                 |
| Compacte middenklasse           | 1                               |                                 |                                 |                                 |                                 |                                 |                                 |                                 |                                 |                                 |                                 |                                 |                                 |                                 |                                 |                                 |                                 |                                 |                                 |                                 | 02 touring                      | 02 touring                      | 02 touring                      | 02 touring                      |                                 |                                 |                                 |                                 |                                 |                                 |                                 |                                 |                                 |                                 |                                 |                                 |                                 |                                 |                                 |                                 |                                 |                                 |                                 | E36 compact                     | E36 compact                     | E36 compact                     | E36 compact                     | E36 compact                     | E36 compact                     | E36 compact                     | E46 compact                     | E46 compact                     | E46 compact                     | E46 compact                     | E81/E82 /E87/E88                | E81/E82 /E87/E88                | E81/E82 /E87/E88                | E81/E82 /E87/E88                | E81/E82 /E87/E88                | E81/E82 /E87/E88                | E81/E82 /E87/E88                | F20/F21                         | F20/F21                         | F20/F21                         | F20/F21                         | F20/F21                         | F20/F21                         | F20/F21                         | F40                             | F40                             | F40                             | F40                             | F40                             | F40                             |                                 |                                 |
| Compacte middenklasse           | 2                               |                                 |                                 |                                 |                                 |                                 |                                 |                                 |                                 |                                 |                                 |                                 |                                 |                                 |                                 |                                 |                                 |                                 |                                 |                                 |                                 |                                 |                                 |                                 |                                 |                                 |                                 |                                 |                                 |                                 |                                 |                                 |                                 |                                 |                                 |                                 |                                 |                                 |                                 |                                 |                                 |                                 |                                 |                                 |                                 |                                 |                                 |                                 |                                 |                                 |                                 |                                 |                                 |                                 |                                 |                                 |                                 |                                 |                                 |                                 |                                 |                                 |                                 |                                 |                                 |                                 |                                 |                                 | F44                             | F44                             | F44                             | F44                             | F44                             | F44                             |                                 |                                 |
| Middenklasse                    | 3                               |                                 |                                 |                                 |                                 |                                 |                                 |                                 |                                 |                                 |                                 |                                 |                                 |                                 |                                 | 1602/1802/2002                  | 1602/1802/2002                  | 1602/1802/2002                  | 1602/1802/2002                  | 1602/1802/2002                  | 1602/1802/2002                  | 1602/1802/2002                  | 1602/1802/2002                  | 1602/1802/2002                  | E21                             | E21                             | E21                             | E21                             | E21                             | E21                             | E21                             | E21                             | E30                             | E30                             | E30                             | E30                             | E30                             | E30                             | E30                             | E30                             | E30                             | E36                             | E36                             | E36                             | E36                             | E36                             | E36                             | E36                             | E46                             | E46                             | E46                             | E46                             | E46                             | E46                             | E46                             | E90-E93                         | E90-E93                         | E90-E93                         | E90-E93                         | E90-E93                         | E90-E93                         | F30-F31                         | F30-F31                         | F30-F31                         | F30-F31                         | F30-F31                         | F30-F31                         | F30-F31                         | G20                             | G20                             | G20                             | G20                             | G20                             | G20                             |                                 |                                 |
| Middenklasse                    | 3 GT                            |                                 |                                 |                                 |                                 |                                 |                                 |                                 |                                 |                                 |                                 |                                 |                                 |                                 |                                 |                                 | 1600 GT                         | 1600 GT                         |                                 |                                 |                                 |                                 |                                 |                                 |                                 |                                 |                                 |                                 |                                 |                                 |                                 |                                 |                                 |                                 |                                 |                                 |                                 |                                 |                                 |                                 |                                 |                                 |                                 |                                 |                                 |                                 |                                 |                                 |                                 |                                 |                                 |                                 |                                 |                                 |                                 |                                 |                                 |                                 |                                 |                                 |                                 |                                 | F34                             | F34                             | F34                             | F34                             | F34                             | F34                             | F34                             | F34                             |                                 |                                 |                                 |                                 |                                 |                                 |
| Hogere Middenklasse             | 5                               |                                 |                                 |                                 |                                 |                                 |                                 |                                 |                                 |                                 | 1500/1800/2000                  | 1500/1800/2000                  | 1500/1800/2000                  | 1500/1800/2000                  | 1500/1800/2000                  | 1500/1800/2000                  | 1500/1800/2000                  | 1500/1800/2000                  | 1500/1800/2000                  | 1500/1800/2000                  | 1500/1800/2000                  | 1500/1800/2000                  | E12                             | E12                             | E12                             | E12                             | E12                             | E12                             | E12                             | E12                             | E28                             | E28                             | E28                             | E28                             | E28                             | E28                             | E28                             | E34                             | E34                             | E34                             | E34                             | E34                             | E34                             | E34                             | E34                             | E39                             | E39                             | E39                             | E39                             | E39                             | E39                             | E39                             | E60-E62                         | E60-E62                         | E60-E62                         | E60-E62                         | E60-E62                         | E60-E62                         | E60-E62                         | F10                             | F10                             | F10                             | F10                             | F10                             | F10                             | G30                             | G30                             | G30                             | G30                             | G30                             | G30                             | G30                             | G60                             | G60                             |                                 |                                 |
| Hogere Middenklasse             | 5 GT                            |                                 |                                 |                                 |                                 |                                 |                                 |                                 |                                 |                                 |                                 |                                 |                                 |                                 |                                 |                                 |                                 |                                 |                                 |                                 |                                 |                                 |                                 |                                 |                                 |                                 |                                 |                                 |                                 |                                 |                                 |                                 |                                 |                                 |                                 |                                 |                                 |                                 |                                 |                                 |                                 |                                 |                                 |                                 |                                 |                                 |                                 |                                 |                                 |                                 |                                 |                                 |                                 |                                 |                                 |                                 |                                 |                                 |                                 | F07                             | F07                             | F07                             | F07                             | F07                             | F07                             |                                 |                                 |                                 |                                 |                                 |                                 |                                 |                                 |                                 |                                 |                                 |
| Topklasse                       | 7                               | 501/502/2.6/3.2/2600/3200       | 501/502/2.6/3.2/2600/3200       | 501/502/2.6/3.2/2600/3200       | 501/502/2.6/3.2/2600/3200       | 501/502/2.6/3.2/2600/3200       | 501/502/2.6/3.2/2600/3200       | 501/502/2.6/3.2/2600/3200       | 501/502/2.6/3.2/2600/3200       | 501/502/2.6/3.2/2600/3200       | 501/502/2.6/3.2/2600/3200       | 501/502/2.6/3.2/2600/3200       | 501/502/2.6/3.2/2600/3200       | 501/502/2.6/3.2/2600/3200       |                                 |                                 |                                 | E3                              | E3                              | E3                              | E3                              | E3                              | E3                              | E3                              | E3                              | E3                              | E3                              | E23                             | E23                             | E23                             | E23                             | E23                             | E23                             | E23                             | E23                             | E23                             | E32                             | E32                             | E32                             | E32                             | E32                             | E32                             | E32                             | E32                             | E38                             | E38                             | E38                             | E38                             | E38                             | E38                             | E65/E66                         | E65/E66                         | E65/E66                         | E65/E66                         | E65/E66                         | E65/E66                         | E65/E66                         | F01/F02                         | F01/F02                         | F01/F02                         | F01/F02                         | F01/F02                         | F01/F02                         | F01/F02                         | G11                             | G11                             | G11                             | G11                             | G11                             | G11                             | G11                             | G70                             | G70                             | G70                             |                                 |                                 |
| Coupé                           | 2                               |                                 |                                 |                                 |                                 |                                 |                                 |                                 |                                 |                                 |                                 |                                 |                                 |                                 |                                 |                                 |                                 |                                 |                                 |                                 |                                 |                                 |                                 |                                 |                                 |                                 |                                 |                                 |                                 |                                 |                                 |                                 |                                 |                                 |                                 |                                 |                                 |                                 |                                 |                                 |                                 |                                 |                                 |                                 |                                 |                                 |                                 |                                 |                                 |                                 |                                 |                                 |                                 |                                 |                                 |                                 |                                 |                                 |                                 |                                 |                                 |                                 | F22                             | F22                             | F22                             | F22                             | F22                             | F22                             | F22                             | F22                             | G42                             | G42                             | G42                             | G42                             | G42                             | G42                             |
| Coupé                           | 4                               |                                 |                                 |                                 |                                 |                                 |                                 |                                 |                                 |                                 |                                 |                                 |                                 |                                 |                                 |                                 |                                 |                                 |                                 |                                 |                                 |                                 |                                 |                                 |                                 |                                 |                                 |                                 |                                 |                                 |                                 |                                 |                                 |                                 |                                 |                                 |                                 |                                 |                                 |                                 |                                 |                                 |                                 |                                 |                                 |                                 |                                 |                                 |                                 |                                 |                                 |                                 |                                 |                                 |                                 |                                 |                                 |                                 |                                 |                                 |                                 |                                 | F32                             | F32                             | F32                             | F32                             | F32                             | F32                             | F32                             | G22                             | G22                             | G22                             | G22                             | G22                             |                                 |                                 |
| Coupé                           | 4                               |                                 |                                 |                                 |                                 |                                 |                                 |                                 |                                 |                                 |                                 |                                 |                                 |                                 |                                 |                                 |                                 |                                 |                                 |                                 |                                 |                                 |                                 |                                 |                                 |                                 |                                 |                                 |                                 |                                 |                                 |                                 |                                 |                                 |                                 |                                 |                                 |                                 |                                 |                                 |                                 |                                 |                                 |                                 |                                 |                                 |                                 |                                 |                                 |                                 |                                 |                                 |                                 |                                 |                                 |                                 |                                 |                                 |                                 |                                 |                                 |                                 |                                 |                                 |                                 |                                 |                                 |                                 | i4 (G26)                        |                                 |                                 |                                 |                                 |                                 |                                 |                                 |
| Coupé                           | 6                               |                                 |                                 |                                 |                                 |                                 |                                 |                                 |                                 |                                 |                                 |                                 |                                 |                                 | 2000 CS                         | 2000 CS                         | 2000 CS                         | 2000 CS                         | E9                              | E9                              | E9                              | E9                              | E9                              | E9                              | E9                              | E24                             | E24                             | E24                             | E24                             | E24                             | E24                             | E24                             | E24                             | E24                             | E24                             | E24                             | E24                             | E24                             | E24                             |                                 |                                 |                                 |                                 |                                 |                                 |                                 |                                 |                                 |                                 |                                 |                                 |                                 |                                 | E63/E64                         | E63/E64                         | E63/E64                         | E63/E64                         | E63/E64                         | E63/E64                         | E63/E64                         | F12/F13                         | F12/F13                         | F12/F13                         | F12/F13                         | F12/F13                         | F12/F13                         | G32                             | G32                             | G32                             | G32                             | G32                             | G32                             | G32                             |                                 |                                 |                                 |
| Coupé                           | 8                               |                                 |                                 |                                 |                                 |                                 |                                 |                                 |                                 |                                 |                                 | 3200 CS                         | 3200 CS                         | 3200 CS                         |                                 |                                 | Glas 3000 V8                    | Glas 3000 V8                    |                                 |                                 |                                 |                                 |                                 |                                 |                                 |                                 |                                 |                                 |                                 |                                 |                                 |                                 |                                 |                                 |                                 |                                 |                                 |                                 | E31                             | E31                             | E31                             | E31                             | E31                             | E31                             | E31                             | E31                             | E31                             | E31                             | E31                             |                                 |                                 |                                 |                                 |                                 |                                 |                                 |                                 |                                 |                                 |                                 |                                 |                                 |                                 |                                 |                                 |                                 |                                 | G15                             | G15                             | G15                             | G15                             | G15                             | G15                             | G15                             |                                 |                                 |
| Roadsters                       | Z                               |                                 |                                 |                                 |                                 |                                 |                                 |                                 |                                 |                                 |                                 |                                 |                                 |                                 |                                 |                                 |                                 |                                 |                                 |                                 |                                 |                                 |                                 |                                 |                                 |                                 |                                 |                                 |                                 |                                 |                                 |                                 |                                 |                                 |                                 |                                 |                                 | Z1 (E30)                        | Z1 (E30)                        | Z1 (E30)                        | Z1 (E30)                        |                                 |                                 |                                 |                                 | Z3 (E36)                        | Z3 (E36)                        | Z3 (E36)                        | Z3 (E36)                        | Z3 (E36)                        | Z3 (E36)                        | Z3 (E36)                        | Z4 (E85/E86)                    | Z4 (E85/E86)                    | Z4 (E85/E86)                    | Z4 (E85/E86)                    | Z4 (E85/E86)                    | Z4 (E85/E86)                    | Z4 (E89)                        | Z4 (E89)                        | Z4 (E89)                        | Z4 (E89)                        | Z4 (E89)                        | Z4 (E89)                        | Z4 (E89)                        |                                 |                                 | Z4 (G29)                        | Z4 (G29)                        | Z4 (G29)                        | Z4 (G29)                        | Z4 (G29)                        | Z4 (G29)                        | Z4 (G29)                        |                                 |                                 |
| Roadsters                       | Z                               |                                 |                                 |                                 |                                 |                                 |                                 |                                 |                                 |                                 |                                 |                                 |                                 |                                 |                                 |                                 |                                 |                                 |                                 |                                 |                                 |                                 |                                 |                                 |                                 |                                 |                                 |                                 |                                 |                                 |                                 |                                 |                                 |                                 |                                 |                                 |                                 |                                 |                                 |                                 |                                 |                                 |                                 |                                 |                                 |                                 |                                 | Z8 (E52)                        |                                 |                                 |                                 |                                 |                                 |                                 |                                 |                                 |                                 |                                 |                                 |                                 |                                 |                                 |                                 |                                 |                                 |                                 |                                 |                                 |                                 |                                 |                                 |                                 |                                 |                                 |                                 |                                 |
| Sportwagens                     |                                 |                                 |                                 |                                 |                                 | 503/507                         | 503/507                         | 503/507                         | 503/507                         |                                 |                                 |                                 |                                 |                                 |                                 |                                 |                                 |                                 |                                 |                                 |                                 |                                 |                                 |                                 |                                 |                                 |                                 | M1                              | M1                              | M1                              | M1                              |                                 |                                 |                                 |                                 |                                 |                                 |                                 |                                 |                                 |                                 |                                 |                                 |                                 |                                 |                                 |                                 |                                 |                                 |                                 |                                 |                                 |                                 |                                 |                                 |                                 |                                 |                                 |                                 |                                 |                                 |                                 |                                 | i8 (I12/I15)                    | i8 (I12/I15)                    | i8 (I12/I15)                    | i8 (I12/I15)                    | i8 (I12/I15)                    | i8 (I12/I15)                    | i8 (I12/I15)                    |                                 |                                 |                                 |                                 |                                 |                                 |
| MPV                             | 2                               |                                 |                                 |                                 |                                 |                                 |                                 |                                 |                                 |                                 |                                 |                                 |                                 |                                 |                                 |                                 |                                 |                                 |                                 |                                 |                                 |                                 |                                 |                                 |                                 |                                 |                                 |                                 |                                 |                                 |                                 |                                 |                                 |                                 |                                 |                                 |                                 |                                 |                                 |                                 |                                 |                                 |                                 |                                 |                                 |                                 |                                 |                                 |                                 |                                 |                                 |                                 |                                 |                                 |                                 |                                 |                                 |                                 |                                 |                                 |                                 |                                 |                                 | F45/F46                         | F45/F46                         | F45/F46                         | F45/F46                         | F45/F46                         | F45/F46                         | F45/F46                         | F45/F46                         | U06                             | U06                             | U06                             |                                 |                                 |
| SUV                             | X1                              |                                 |                                 |                                 |                                 |                                 |                                 |                                 |                                 |                                 |                                 |                                 |                                 |                                 |                                 |                                 |                                 |                                 |                                 |                                 |                                 |                                 |                                 |                                 |                                 |                                 |                                 |                                 |                                 |                                 |                                 |                                 |                                 |                                 |                                 |                                 |                                 |                                 |                                 |                                 |                                 |                                 |                                 |                                 |                                 |                                 |                                 |                                 |                                 |                                 |                                 |                                 |                                 |                                 |                                 |                                 |                                 |                                 |                                 | E84                             | E84                             | E84                             | E84                             | E84                             | E84                             | F48                             | F48                             | F48                             | F48                             | F48                             | F48                             | U11                             | U11                             | U11                             |                                 |                                 |
| SUV                             | X1                              |                                 |                                 |                                 |                                 |                                 |                                 |                                 |                                 |                                 |                                 |                                 |                                 |                                 |                                 |                                 |                                 |                                 |                                 |                                 |                                 |                                 |                                 |                                 |                                 |                                 |                                 |                                 |                                 |                                 |                                 |                                 |                                 |                                 |                                 |                                 |                                 |                                 |                                 |                                 |                                 |                                 |                                 |                                 |                                 |                                 |                                 |                                 |                                 |                                 |                                 |                                 |                                 |                                 |                                 |                                 |                                 |                                 |                                 |                                 |                                 |                                 |                                 |                                 |                                 |                                 |                                 |                                 |                                 | iX1 (U11)                       |                                 |                                 |                                 |                                 |                                 |                                 |
| SUV                             | X2                              |                                 |                                 |                                 |                                 |                                 |                                 |                                 |                                 |                                 |                                 |                                 |                                 |                                 |                                 |                                 |                                 |                                 |                                 |                                 |                                 |                                 |                                 |                                 |                                 |                                 |                                 |                                 |                                 |                                 |                                 |                                 |                                 |                                 |                                 |                                 |                                 |                                 |                                 |                                 |                                 |                                 |                                 |                                 |                                 |                                 |                                 |                                 |                                 |                                 |                                 |                                 |                                 |                                 |                                 |                                 |                                 |                                 |                                 |                                 |                                 |                                 |                                 |                                 |                                 |                                 |                                 | F39                             | F39                             | F39                             | F39                             | F39                             | F39                             | U10                             |                                 |                                 |
| SUV                             | X2                              |                                 |                                 |                                 |                                 |                                 |                                 |                                 |                                 |                                 |                                 |                                 |                                 |                                 |                                 |                                 |                                 |                                 |                                 |                                 |                                 |                                 |                                 |                                 |                                 |                                 |                                 |                                 |                                 |                                 |                                 |                                 |                                 |                                 |                                 |                                 |                                 |                                 |                                 |                                 |                                 |                                 |                                 |                                 |                                 |                                 |                                 |                                 |                                 |                                 |                                 |                                 |                                 |                                 |                                 |                                 |                                 |                                 |                                 |                                 |                                 |                                 |                                 |                                 |                                 |                                 |                                 |                                 |                                 |                                 |                                 | iX2 (U10)                       |                                 |                                 |                                 |                                 |
| SUV                             | X3                              |                                 |                                 |                                 |                                 |                                 |                                 |                                 |                                 |                                 |                                 |                                 |                                 |                                 |                                 |                                 |                                 |                                 |                                 |                                 |                                 |                                 |                                 |                                 |                                 |                                 |                                 |                                 |                                 |                                 |                                 |                                 |                                 |                                 |                                 |                                 |                                 |                                 |                                 |                                 |                                 |                                 |                                 |                                 |                                 |                                 |                                 |                                 |                                 |                                 |                                 |                                 |                                 | E83                             | E83                             | E83                             | E83                             | E83                             | E83                             | E83                             | E83                             | F25                             | F25                             | F25                             | F25                             | F25                             | F25                             | G01                             | G01                             | G01                             | G01                             | G01                             | G01                             | G01                             |                                 |                                 |
| SUV                             | X3                              |                                 |                                 |                                 |                                 |                                 |                                 |                                 |                                 |                                 |                                 |                                 |                                 |                                 |                                 |                                 |                                 |                                 |                                 |                                 |                                 |                                 |                                 |                                 |                                 |                                 |                                 |                                 |                                 |                                 |                                 |                                 |                                 |                                 |                                 |                                 |                                 |                                 |                                 |                                 |                                 |                                 |                                 |                                 |                                 |                                 |                                 |                                 |                                 |                                 |                                 |                                 |                                 |                                 |                                 |                                 |                                 |                                 |                                 |                                 |                                 |                                 |                                 |                                 |                                 |                                 |                                 | iX3 (G08)                       |                                 |                                 |                                 |                                 |                                 |                                 |                                 |                                 |
| SUV                             | X4                              |                                 |                                 |                                 |                                 |                                 |                                 |                                 |                                 |                                 |                                 |                                 |                                 |                                 |                                 |                                 |                                 |                                 |                                 |                                 |                                 |                                 |                                 |                                 |                                 |                                 |                                 |                                 |                                 |                                 |                                 |                                 |                                 |                                 |                                 |                                 |                                 |                                 |                                 |                                 |                                 |                                 |                                 |                                 |                                 |                                 |                                 |                                 |                                 |                                 |                                 |                                 |                                 |                                 |                                 |                                 |                                 |                                 |                                 |                                 |                                 |                                 |                                 | F26                             | F26                             | F26                             | F26                             | G02                             | G02                             | G02                             | G02                             | G02                             | G02                             | G02                             |                                 |                                 |
| SUV                             | X5                              |                                 |                                 |                                 |                                 |                                 |                                 |                                 |                                 |                                 |                                 |                                 |                                 |                                 |                                 |                                 |                                 |                                 |                                 |                                 |                                 |                                 |                                 |                                 |                                 |                                 |                                 |                                 |                                 |                                 |                                 |                                 |                                 |                                 |                                 |                                 |                                 |                                 |                                 |                                 |                                 |                                 |                                 |                                 |                                 |                                 |                                 |                                 | E53                             | E53                             | E53                             | E53                             | E53                             | E53                             | E53                             | E70                             | E70                             | E70                             | E70                             | E70                             | E70                             | E70                             | F15                             | F15                             | F15                             | F15                             | F15                             | G05                             | G05                             | G05                             | G05                             | G05                             | G05                             | G05                             |                                 |                                 |
| SUV                             | X6                              |                                 |                                 |                                 |                                 |                                 |                                 |                                 |                                 |                                 |                                 |                                 |                                 |                                 |                                 |                                 |                                 |                                 |                                 |                                 |                                 |                                 |                                 |                                 |                                 |                                 |                                 |                                 |                                 |                                 |                                 |                                 |                                 |                                 |                                 |                                 |                                 |                                 |                                 |                                 |                                 |                                 |                                 |                                 |                                 |                                 |                                 |                                 |                                 |                                 |                                 |                                 |                                 |                                 |                                 |                                 |                                 | E71                             | E71                             | E71                             | E71                             | E71                             | E71                             | F16                             | F16                             | F16                             | F16                             | F16                             | F16                             | G06                             | G06                             | G06                             | G06                             | G06                             |                                 |                                 |
| SUV                             | X7                              |                                 |                                 |                                 |                                 |                                 |                                 |                                 |                                 |                                 |                                 |                                 |                                 |                                 |                                 |                                 |                                 |                                 |                                 |                                 |                                 |                                 |                                 |                                 |                                 |                                 |                                 |                                 |                                 |                                 |                                 |                                 |                                 |                                 |                                 |                                 |                                 |                                 |                                 |                                 |                                 |                                 |                                 |                                 |                                 |                                 |                                 |                                 |                                 |                                 |                                 |                                 |                                 |                                 |                                 |                                 |                                 |                                 |                                 |                                 |                                 |                                 |                                 |                                 |                                 |                                 |                                 | G07                             | G07                             | G07                             | G07                             | G07                             | G07                             | G07                             |                                 |                                 |
| SUV                             | iX                              |                                 |                                 |                                 |                                 |                                 |                                 |                                 |                                 |                                 |                                 |                                 |                                 |                                 |                                 |                                 |                                 |                                 |                                 |                                 |                                 |                                 |                                 |                                 |                                 |                                 |                                 |                                 |                                 |                                 |                                 |                                 |                                 |                                 |                                 |                                 |                                 |                                 |                                 |                                 |                                 |                                 |                                 |                                 |                                 |                                 |                                 |                                 |                                 |                                 |                                 |                                 |                                 |                                 |                                 |                                 |                                 |                                 |                                 |                                 |                                 |                                 |                                 |                                 |                                 |                                 |                                 |                                 |                                 |                                 | I20                             | I20                             | I20                             | I20                             |                                 |                                 |